# توماس براشفیلد
توماس براشفیلد (انگلیسی: Thomas Brushfield؛ ‏ ۱۸۵۸–۱۹۳۷) روان‌پزشک اهل انگلستان بود که در زمینه کم‌توانی ذهنی فعالیت می‌کرد. امروزه نام او به سبب تشریح نقاط براشفیلد ماندگار شده است. او مابین سال‌های ۱۹۱۴ تا ۱۹۲۷ سرپرست پزشکان بیمارستان «بیمارستان ناتوانان ذهنی فاونتین» در توتینگ بود. وی در ۱۷ مه ۱۹۳۷ در سن ۷۹ سالگی درگذشت.
او فرزند توماس نادالد براشفیلد (۱۸۲۸–۱۹۱۰) بود که خودش یک روان‌پزشک صاحب‌نظر و همچنین متخصص دربارهٔ زندگی سِر والتر رالی محسوب می‌شد.